# Kulturmassnahmen
Kulturmassnahmen (KM) ist eine 1997 gegründete Gruppe von Berliner Autoren und Künstlern, die interdisziplinäre Veranstaltungen und Aktionen durchführt. Es ist gleichzeitig die Bezeichnung für die Aktionen bzw. Projekte dieser Gruppe (Doppelbedeutung).

## Mitglieder
Die Gruppe besteht aus dem Schriftsteller und Regisseur Sebastian Orlac, dem Musiker Boris Jöns (* 1970) und dem Texter und Konzepter Thorsten Schwarz (* 1971).

## Konzept und Methodik
Ein Arbeitsschwerpunkt der Kulturmassnahmen ist die Beobachtung und Inszenierung zwischenmenschlicher Kommunikation. Charakteristisch für die Methodik der Gruppe ist, dass sich Ansätze und Arbeitsformen aus scheinbar divergenten gesellschaftlichen Bereichen überlagern und durchdringen: Wissenschaft, Konzeptkunst, Verwaltungswesen, Psychotherapie, Demoskopie und Showbusiness. Dabei wird das ironische Spiel mit den enttäuschten Erwartungen der Zuschauer und Teilnehmer zum Teil einer inszenierten, doppelbödigen Wirklichkeit.
Viele der Aktionen haben einen sozialen bzw. gesellschaftskritischen Aspekt. Dabei verzichten die Kulturmassnahmen jedoch auf eine explizite gesellschaftliche Utopie bzw. den Anspruch, die Welt als Ganzes zu „verbessern“. Im Mittelpunkt steht vielmehr das von den Verwerfungen der Gegenwart erschütterte und lädierte Individuum, das innerhalb der Aktionen eine Art rituelle Aufmerksamkeit oder Tröstung erfährt („Show des Scheiterns“, „Troststube“).
Durch die inszenierte Öffentlichkeit, in der sie sich vollzieht, erscheint sie allerdings ihrerseits ständig gefährdet bzw. gebrochen. Indem die Kulturmassnahmen den Kontext jener Wirklichkeit, die sie kritisieren, übernehmen und benutzen (Behörden, Amtswesen, Medien), bleibt er stets gegenwärtig.
Ein Kennzeichen der Aktionen ist, dass sie sich gegenüber der Ästhetik der zeitgenössischen Medien- und Kunstlandschaft durch visuelle Verweigerung abzugrenzen versuchen.
Bühnenbilder, Mobiliar und Kleidung der Protagonisten sind meist betont unspektakulär und unaufwendig; nur stellenweise werden Elemente einer Retro- oder Vintage-Ästhetik sichtbar, wie sie seit den neunziger Jahren die Berliner Subkultur kennzeichnet.

## Aktionen

### Show des Scheiterns
Zu den bekannteren Aktionen der Kulturmassnahmen gehört die Projektreihe Show des Scheiterns, die erstmals am 11. Juli 2002 im Club der polnischen Versager in Berlin stattfand. In der Form einer Bühnenshow präsentierte sie Personen, die mit ihren Projekten oder Ambitionen gescheitert waren.
Dabei war es charakteristisch, dass keiner der Vortragenden sich als Person als gescheitert präsentierte, sondern das „Scheitern“ sich stets auf Teilbereiche erstreckte, die zum Teil marginal waren. So erklärte bei der ersten Show der „Referent“ Michael Graessner dem Publikum, wie und warum es ihm nicht gelungen sei, einen sogenannten „Duo-Roller“ zu restaurieren. Victoria Korb sprach über ein gescheitertes Forschungsprojekt an der FU über Polen. Peter Roloff referierte seinen misslungenen Versuch, „die Vokale zu verfilmen“.
Die Show des Scheiterns wurde von Anfang an musikalisch untermalt vom „Show Orchester Kapaikos“. Es besteht heute (in wechselnder Besetzung) aus: Ole Wulfers (Mandoline/Singende Säge) Ben Rodenberg, Benjamin Staude, Boris Jöns (Mandoline/Gesang), Ronald Gonko (Bass), Thorsten Schwarz (Keyboard), und Herman Herrmann (Mandoline/Gesang).

### Weitere Aktionen
- Troststube, Berlin, 28. Juni 2003
- Anton-Reiser-Werkstipendium, Berlin, 2004
- Ballastannahme, Harriersand, August 2005
- Münchner lassen melden, München, Mai 2006
- Vertretungsstunde, Berlin, Dezember 2006
- Gießen – eine Stadt wird Doktor, Mai 2007
- KW 28, München, Juli 2007
- Jet-Lösungen, Berlin, November 2007
- Kotti lässt melden, Berlin, Mai 2008
- Haushaltsdebatte, München, September 2008